# Teenage Father
Teenage Father est un court-métrage américain réalisé par Taylor Hackford et sorti en 1978.
Il a remporté l'Oscar du meilleur court métrage en prises de vues réelles. Taylor Hackford a déclaré que cette récompense lui avait ouvert des possibilités qu'il n'avait pas avant.

## Fiche technique
- Réalisation et scénario :  Taylor Hackford
- Production : Charlotte De Armond
- Montage : William Hooper
- Durée : 25 minutes

## Distribution
- Susan Cronkite
- Suzanne Crough
- Wesley Thompson
- Timothy Wead

## Distinctions
- Oscar du meilleur court métrage en prises de vues réelles